# Centralbadet

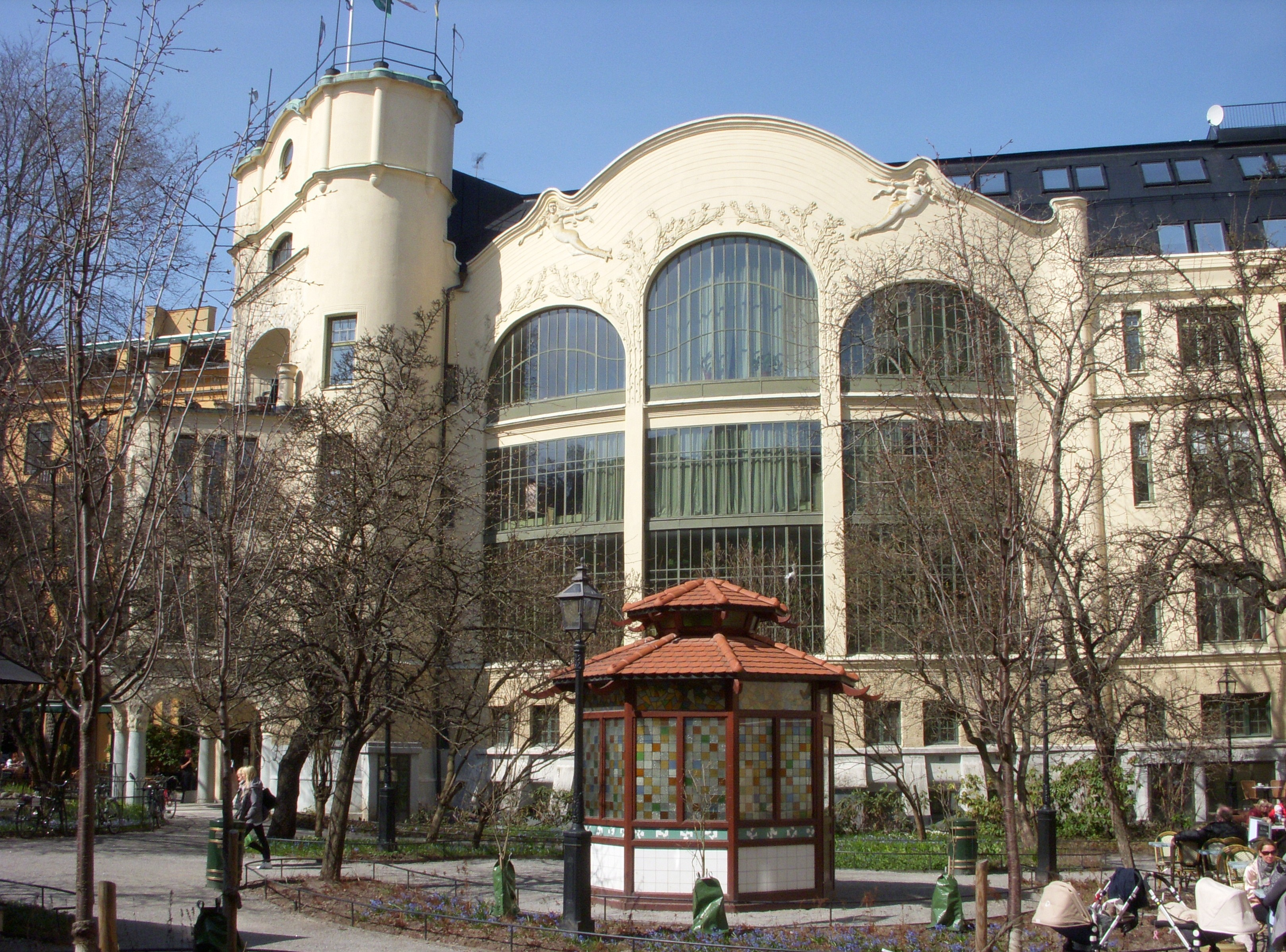
La façade Art nouveau de Centralbadet, côté parc, en avril 2010.

Centralbadet (« la piscine centrale ») est une piscine située rue Holländaregatan dans le quartier de Norrmalm au centre de Stockholm, la capitale suédoise.
Dessiné en 1904 par l'architecte Wilhelm Klemming, le bâtiment est de style Art nouveau. L'entrée principale donne sur le parc Centralbadsparken, où l'on accède par la rue Drottninggatan.

## Construction

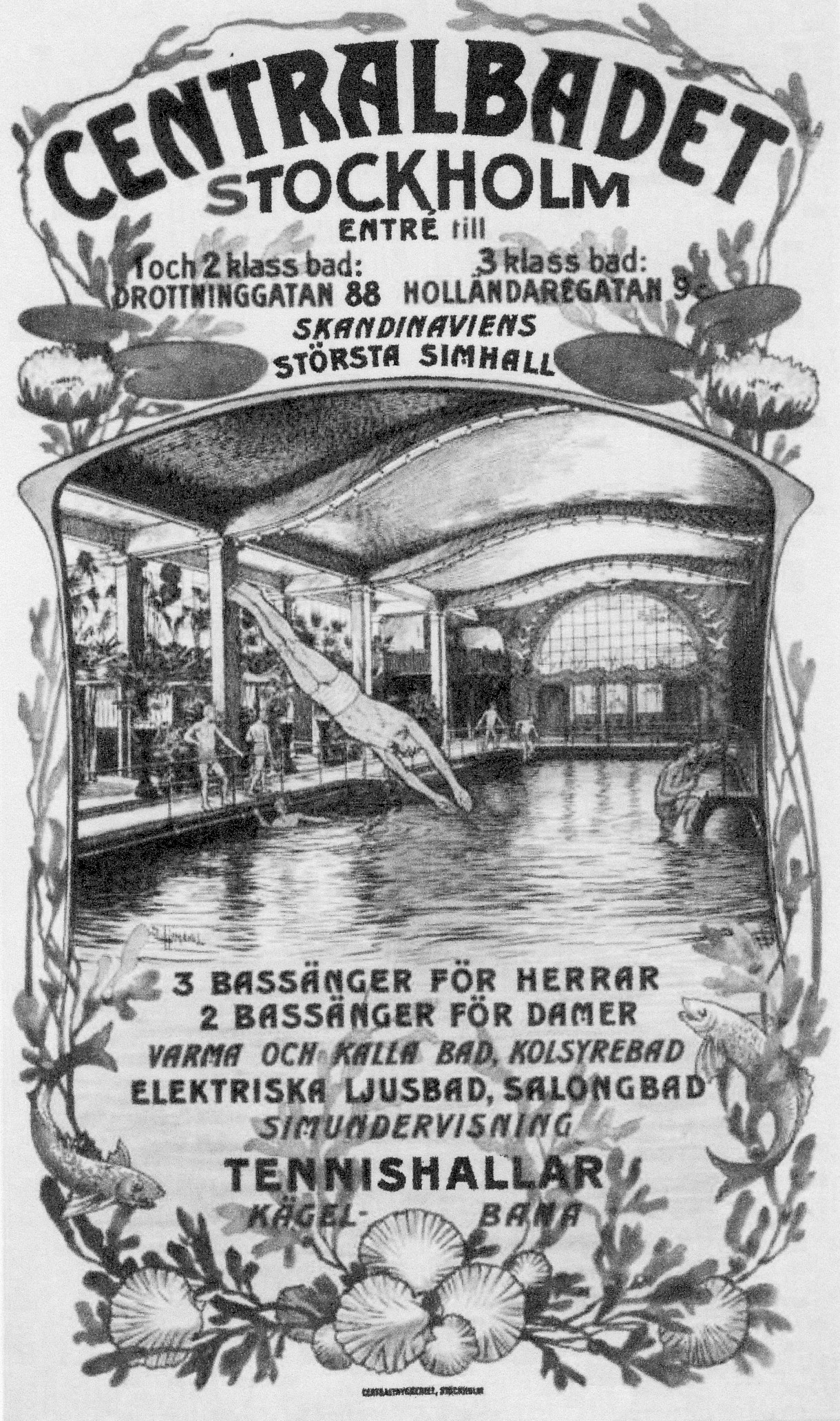
Une affiche de 1904.

La piscine est dessinée entre 1902 et 1904 par l'architecte et entrepreneur Wilhelm Klemming, alors directeur de la piscine de Klara (suédois : Klara badinrättning), aujourd'hui disparue. Le style Art nouveau domine, aussi bien à l'extérieur qu'à l'intérieur. Pour la construction du bâtiment, on met en œuvre le procédé de François Hennebique - c'est la première fois que le béton armé est utilisé pour la construction d'un immeuble dans la capitale suédoise. Les autorités communales n'approuvent du reste pas le projet immédiatement, et Klemming est contraint de faire venir d'Allemagne et d'Angleterre des documents prouvant le bien-fondé du nouveau procédé.
Klemming réaménage aussi le Centralbadsparken, dessiné à l'origine par Johan Hårleman, et rénove le malmgård de Hårleman, un hôtel particulier donnant sur la rue Drottninggatan, qui devient sa propre résidence. Klemming crée une continuité entre espace extérieur et intérieur : la végétation du parc se prolonge dans la décoration des halls de la piscine, et se reflète sur les motifs sculptés des façades.
Au moment de son inauguration le 1er août 1904, Centralbadet est la piscine la plus moderne de Suède. Selon une affiche de l'époque (reproduite ci-contre), on y trouve trois bassins pour les hommes, deux pour les femmes, des bains chauds et froids, un bain d'eau gazeuse ainsi que courts de tennis et jeux de quilles. Klemming a aussi prévu un restaurant, une cave à cigare, un salon de coiffure et un atelier de photographie géré par son frère, le photographe Frans Gustaf Klemming. Pour les débutants, des leçons de natation sont proposées.
Le grand bassin accueille des compétitions de natation, et durant les années 1920, Arne Borg y bat plusieurs records du monde .

## Rénovation

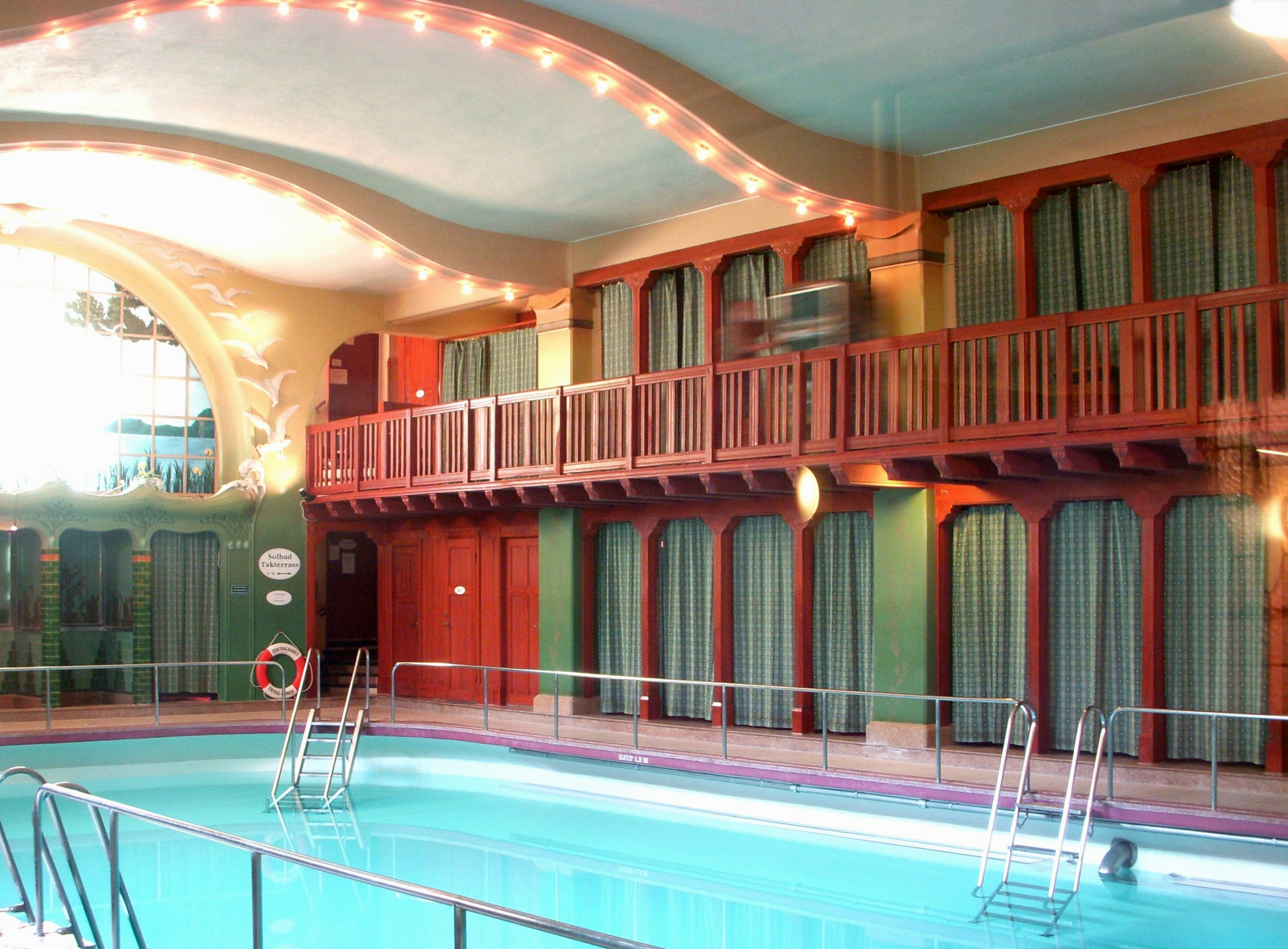
En juillet 2011.

En 1965, la commune de Stockholm se porte acquéreur de la piscine. Il est alors question de démolir le bâtiment dans le cadre d'un vaste plan d'urbanisme, le redéveloppement de Norrmalm. Une décennie plus tard, les avis ont changé, et la conservation de Centralbadet est acquise. Mais le bâtiment comme le parc a subi les outrages du temps. Centralbadet ferme finalement ses portes au public en 1977. Deux ans plus tard, en 1979, l'office de la construction urbaine donne le coup d'envoi d'un projet de rénovation mais, en raison des coûts élevés, on se contente de ravaler la façade.
En 1985, la commune de Stockholm décide d'inscrire le parc et le bâtiment sur son registre de conservation du patrimoine. De 1987 à 1989, la piscine est enfin rénovée par ses nouveaux propriétaires, les gestionnaires immobiliers Fabege et Hiby, avec l'aide de l'architecte Sune Malmquist et du constructeur Skanska pour la maitrise d'œuvre. Lorsqu'elle rouvre en 1989, certains bassins ont disparu, et les courts de tennis ont laissé place à trois étages de bureaux.
À l'occasion du centenaire de la piscine, une fontaine et un buste de Wilhelm Klemming, œuvres des artistes Helene Aurell et Nigel Wells, sont inaugurés à l'entrée de la piscine côté parc.

## Centralbadet dans la fiction
Le policier Martin Beck, imaginé par les écrivains Maj Sjöwall et Per Wahlöö, est un visiteur régulier de la piscine, qui apparait aussi dans le film Un flic sur le toit du réalisateur Bo Widerberg.